# Unzial 055
Der Unzial 055 (in der Nummerierung nach Gregory-Aland) ist eine griechische Unzialhandschrift des Neuen Testaments, die mittels Paläographie auf das 11. Jahrhundert datiert wird. Sie enthält den unvollständigen Text der vier Evangelien mit Kommentaren auf 303 Pergamentblättern (26 × 19,5 cm). Der Kodex wurde einspaltig mit 37 Zeilen pro Seite beschrieben.

## Beschreibung
Die Kommentare befinden sich in der westlichen Reihenfolge (Matthäus, Johannes, Lukas, Markus). Die ersten drei Evangelien nutzen die Kommentare von Chrysostomos. Das Markusevangelium verwendet den Kommentar von Victorinus.
Der Kodex ist in semi-unzialer Handschrift geschrieben und wird daher sowohl in Unzial- als auch in Minuskelhandschriftslisten aufgeführt. Er ist „sehr eigentümlich im Stil und schön geschrieben“. Hermann von Soden nahm ihn nicht in seinen Katalog auf. Gemäß einigen Gelehrten ist es eher ein Kommentar als ein Manuskript des Neuen Testaments. 
Der Kodex wird in der Bibliothèque nationale de France (Gr. 201) in Paris aufbewahrt.
Der griechische Text der Handschrift repräsentiert den byzantinischen Texttyp, dennoch ordnete ihn Aland in keine Kategorie ein. Es ist eine der wenigen Unzialhandschriften, die nicht in Nestle-Alands Novum Testamentum Graece zitiert werden.
Der Kodex wurde durch Scholz, Burgon, und Paulin Martin untersucht.